# Chilquinta
Chilquinta Distribución es una empresa dedicada a la distribución eléctrica con sede en Valparaíso, Chile, controlada desde 2020 por la Corporación Estatal de la Red Eléctrica de China (SGCC). 

## Historia
La empresa tiene sus orígenes en la creación en 1921 de la Compañía Chilena de Electricidad —conocida como Chilectra—, luego de la fusión de la Chilean Electric Tramway and Light Company (1888) y de la Compañía Nacional de Fuerza Eléctrica (1919). En 1981 Chilectra cambió su estructura, y se dividió en una compañía matriz y tres filiales, una de las cuales fue Chilectra Quinta Región, para servir la zona de Valparaíso y el valle del Aconcagua, y que más adelante tomó el nombre de Chilquinta.

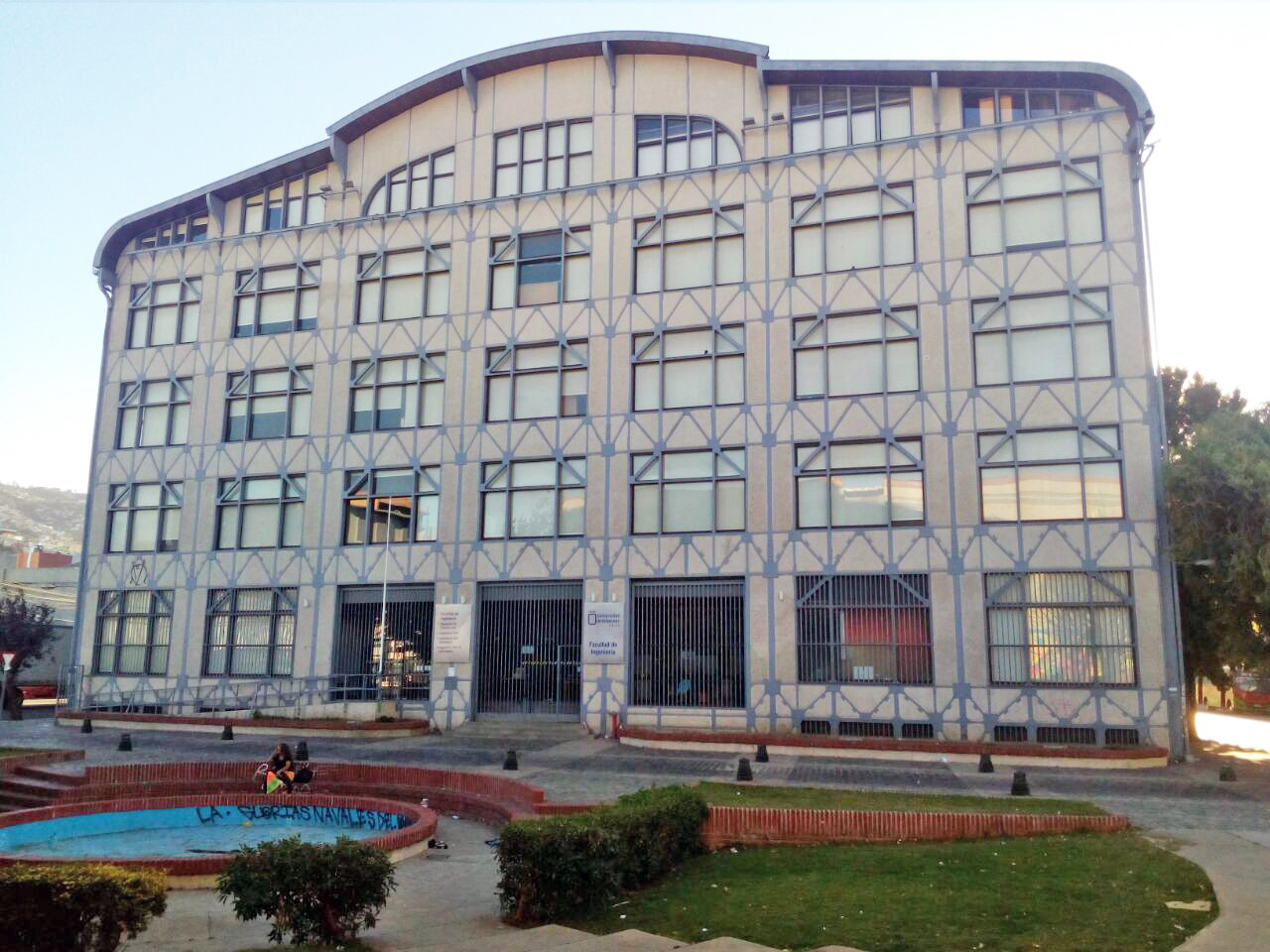
Edificio Hucke, sede de la empresa hasta 2010.

En 1986 comenzó su proceso de privatización, y en 1987 un proceso de diversificación de inversiones, que llevaron a que la empresa adquiriera el control, junto a Chilgener, de Central Puerto en Argentina en 1992, y de Luz del Sur en Perú en 1994. Al año siguiente, se inició un proceso de filiación por el cual Chilquinta traspasó sus activos a la recién creada Chilquinta Energía. En 1996 la empresa adquirió el control de las empresas eléctricas Energía de Casablanca, Compañía Eléctrica del Litoral, Luzlinares y Luzparral.
En el año 1999 Chilquinta Energía fue adquirida por las estadounidenses Sempra Energy International y PSEG Global. En 2007 PSEG transfirió su participación a la sociedad AEI, quien a su vez vendió sus acciones a Sempra Energy en 2011, con lo que se convirtió en el único controlador de la empresa.
El 24 de junio de 2020 se concretó la toma de control de la empresa por parte de State Grid International Development (SGID), subsidiaria de la Corporación Estatal de la Red Eléctrica de China (SGCC). En 2021 la empresa Chilquinta Energía se dividió en cinco sociedades, siendo Chilquinta Distribución, dedicada exclusivamente a la distribución eléctrica, la continuadora de la sociedad.